# 科罗拉多州第三国会选区
科罗拉多州第三国会选区（英語：Colorado's 3rd congressional district）是美国科羅拉多州的一个國會選區，该选区囊括了科罗拉多西部和南部地区。该选区一半以上面积属于农村地区，重要城市包括大章克申和普韦布洛等。根据人口普查，该选区有	734,246名居民，其中白人占71.1%，非裔占1.0%，亚裔占0.7%，拉丁裔占24.1%，3.1%为其他。
2021年起，本区众议员为共和党的劳伦·博伯特。